# Синяковка
Синяковка (рос. Синяковка) — присілок в Сеченовському районі Нижньогородської області Російської Федерації.
Населення становить 117 осіб. Входить до складу муніципального утворення Сеченовська сільрада.

## Історія
Від 2009 року входить до складу муніципального утворення Сеченовська сільрада.

## Населення
| 2002 | 2010 |
| ---- | ---- |
| 166  | ↘117 |